# Saltriovenator zanellai
Saltriovenator zanellai — вид ящеротазових динозаврів, що існував у ранній юрі (199,3-197,5 млн років).

## Історія досліджень

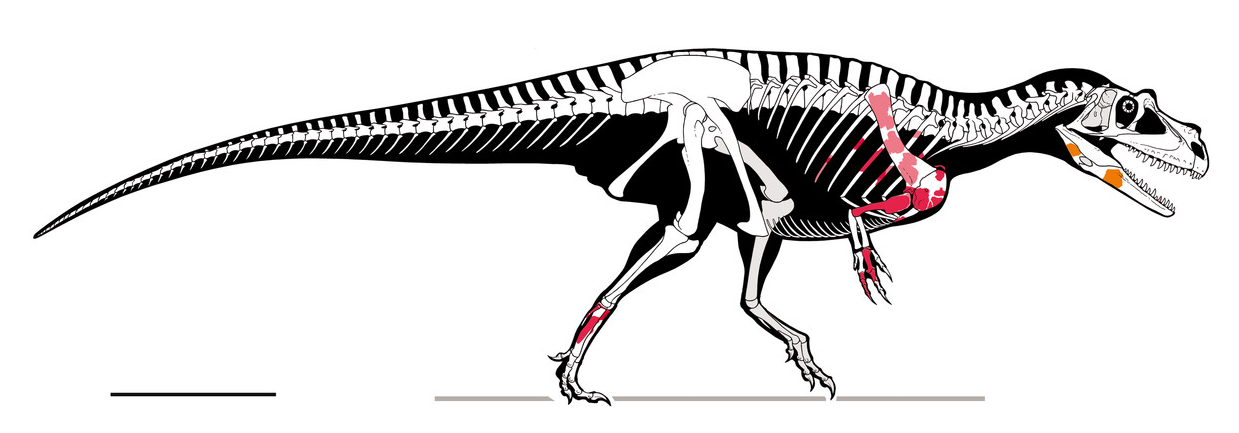
Реконструкція скелету з позначенням відомих решток

У 1996 році палеонтолог-аматор Анжело Занелла у мармуровому кар'єрі поблизу міста Сальтріо на півночі Італії виявив рештки динозавра. Кістки були дуже пошкоджені вибухівкою, яку застосовували у кар'єрі. Крім того, частина кісток була вмурована у вапнякові блоки. Розкопками зайнялися науковці Міланського музею природознавства під керівництвом Крістіано Даль Сассо. Виявлені рештки залишили у ванній з мурашинною кислотою на 1800 годин, щоб відділити їх від вапняку. Всього виявлено 132 фрагменти кісток, але більшість з них залишились неідентифікованими.
З 2000 року кістки виставлялися в експозиції Міланського музею природознавства під тимчасовою назвою «Saltriosauro». В наукових публікаціях використовувалася латинська назва «Saltriosaurus».
У 2018 році Крістіано Даль Сассо з колегами офіційно опублікували опис нового виду динозавра під назвою Saltriovenator zanellai. Родова назва Saltriovenator, що означає «мисливець з Сальтріо», вказує на хижий спосіб життя та типове місцезнаходження. Видова назва S. zanellai дана на честь Анжело Занелли, першовідкривача решток.

## Опис
Через фрагментарність решток було важко оцінити розміри тварини. Для кістки порівняли з рештками іншого теропода Allosaurus fragilis. Було встановлено, що динозавр сягав 8-9 м завдовжки. За довжиною і товщиною стегнової кістки встановлено приблизну вагу динозавра — 1200—1600 кг.
Рештки динозавра знайдені у морських відкладеннях. Вважається, що він загинув на березі, а його тіло змито хвилями у море.